# Joshua Grant
Joshua David "Josh" Grant  (Salt Lake City, 7. kolovoza 1967.) je bivši američki košarkaš. Igrao je na mjestu krilnog centra. Visine je 208 cm. Igrao je u Euroligi sezone 1998./99. za francuski Pau Orthez iz Paua.
Igrao je američku sveučilišnu košarku za momčad Utah Utes. Igrao je u NBA, u Golden State Warriorsima te po Europi.